# Xã East Manchester, Quận York, Pennsylvania
Xã East Manchester (tiếng Anh: East Manchester Township) là một xã thuộc quận York, tiểu bang Pennsylvania, Hoa Kỳ. Năm 2010, dân số của xã này là 7.264 người.